# Алибаев, Икром Исраилович
Икром Исраилович Алибаев (узб. Ikrom Isroilovich Aliboyev, Ikromjon Isroil o‘g‘li Alibayev; род. 9 января 1994, Ташкент) — узбекистанский футболист, полузащитник клуба «Нефтчи (Фергана)» и национальной сборной Узбекистана.

## Клубная карьера
Играл за молодёжную команду столичного клуба «Локомотив», с 2016 года стал привлекаться в основную команду «железнодорожников», вскоре стал одним из основных игроков команды.
13 декабря 2018 года было объявлено о трансфере Алибаева в южнокорейский клуб «Сеул». Контракт с игроком рассчитан до 2021 года.

## Карьера в сборной
Сыграл в трёх матчах за юношескую сборную Узбекистана (до 17 лет), также провёл шесть матчей за молодёжную сборную Узбекистана (до 23 лет). С июня 2015 года стал привлекаться в национальную сборную Узбекистана, до сегодняшнего времени сыграл за неё в семи матчах.

## Достижения
«Локомотив»
- Чемпион Узбекистана (2): 2015, 2017, 2018
- Обладатель Кубка Узбекистана: 2014, 2016, 2017

«Пахтакор»
- Чемпион Узбекистана (1): 2022